# 美術工芸品
美術工芸品（びじゅつこうげいひん）は、芸術作品や伝統工芸品・骨董品などの総称だが、ここでは日本の文化財保護法による定義を基準とする。

## 定義と解釈

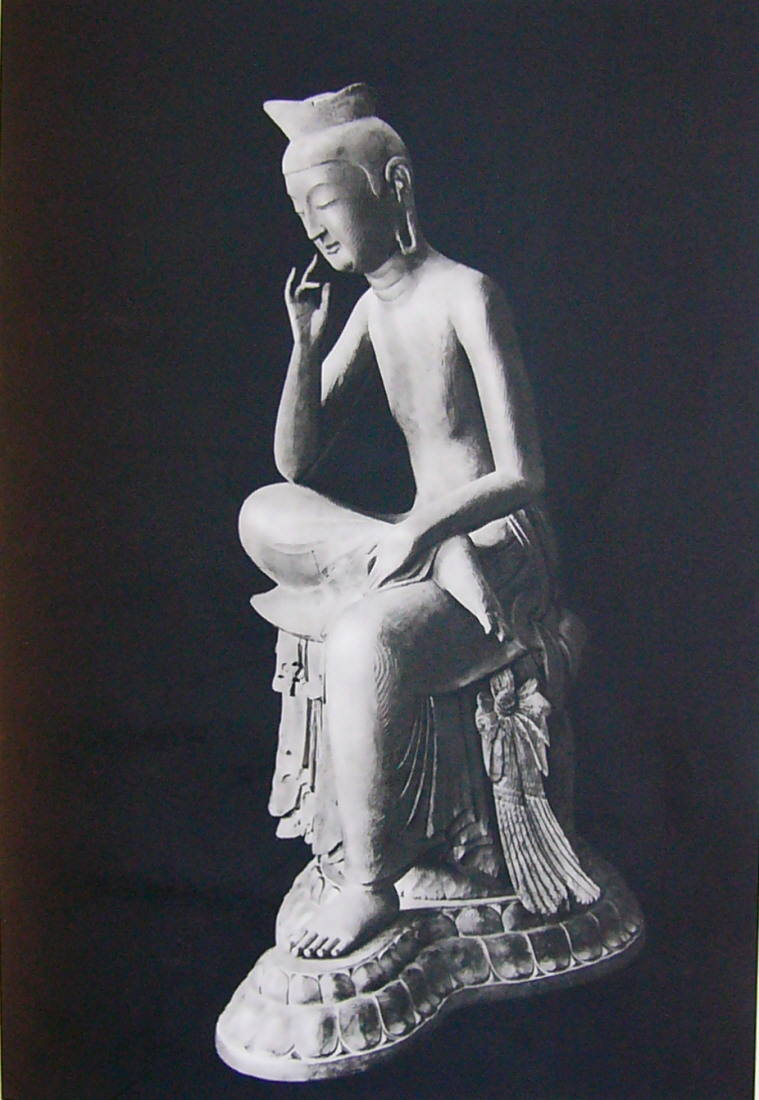
美術工芸品（彫刻部門）で国宝指定の広隆寺・弥勒菩薩半跏思惟像

日本の文化財保護法では、第二条第一項第一号で有形文化財として「建造物、絵画、彫刻、工芸品、書跡、典籍、古文書、その他の有形の文化的所産、並びに考古資料及びその他の学術上価値の高い歴史資料」を挙げており、建造物を除いたものを美術工芸品と総称している。その中から文化審議会の審議・議決を経て、文化的な価値を認められたもの1万件あまりが国宝・重要文化財に指定されている。基本的には可動文化財主体だが、臼杵磨崖仏のような実質的には不動産構造物でも美術品区分されているものもある。
また、第二条第一項第三号で「衣食住、生業、信仰、年中行事等に関する風俗慣習、民俗芸能、民俗技術及びこれらに用いられる衣服、器具、家屋その他の物件で我が国民の生活の推移の理解のため欠くことのできないもの」として、民具・民芸品などを民俗文化財としており、美術工芸品に準じたものと見做すことができる。
文化財保護法の前身である古社寺保存法（1897年制定）および国宝保存法（1929年制定）においては、建造物以外の「美術工芸品」に相当するものは「宝物」と総称されていた。
1933年には前述の国宝保存法とは別に重要美術品等ノ保存ニ関スル法律が制定され、ここで「美術品」の語が用いられている。この法律は美術品等の海外流出を防ぐことを主目的として制定されたもので、「現存者の製作または製作後50年を経過していないものを除く絵画、彫刻、建造物、文書、典籍、書跡、刀剣、工芸品、考古学資料」で特に優れたものを重要美術品に認定した。
美術品と工芸品を同等に扱うのは、アーツ・アンド・クラフツ運動（美術工芸運動）の影響があるとされる。

## 古物との相違
文化財としての美術工芸品に見做されないものの総称として古物がある。骨董品（アンティーク）や民具の一部はここに含まれる。古物営業法では「一度使用された物品（鑑賞的美術品及び商品券、乗車券、郵便切手その他政令で定めるこれらに類する証票その他の物を含み、大型機械類（船舶、航空機、工作機械その他これらに類する物をいう）」とあり、美術品類（書画・彫刻・工芸品等）、衣類（和服類・洋服類・その他の衣料品）、時計・宝飾品類（宝石類・装身具類・貴金属類等）、自動車、自動二輪車及び原動機付自転車、自転車類、写真機類、事務機器類（レジスター・タイプライター・計算機・謄写機・ワードプロセッサ・ファクシミリ装置・事務用電子計算機・ビジネスフォン等）、機械工具類（電機類・工作機械・土木機械・化学機械・工具等）、道具類（家具・じゅう器・運動用具・楽器・磁気記録媒体・蓄音機用レコード・磁気的方法又は光学的方法により音・影像又はプログラムを記録した物等）、皮革・ゴム製品類（カバン・靴等）、書籍、金券類などに分類される。
これらの中で美術品類（書画・彫刻・工芸品等）、衣類（和服類）、宝飾品類（装身具類）、道具類（家具・じゅう器・楽器）、書籍（古本）などは文化財に指定されているものがあり、磁気記録媒体・蓄音機用レコード・磁気的方法又は光学的方法により音・影像又はプログラムを記録した物等でも映画フィルムが重要文化財になっており、文化財と古物の境界線は曖昧な部分がある。
また、自動車（部品）、自動二輪車、写真機類、事務機器類、機械工具類は、国立科学博物館指定の重要科学技術史資料（未来技術遺産）対象になっており、機能性・様式美やデザイン性から工芸品と見做せるものも含まれているが、素材が石油化学由来で大量生産の日用消耗品であることから評価されにくい。

## 関税法での解釈
関税法では、「書画（肉筆のものに限るものとし、手作業で描き又は装飾した加工物及び設計図及び図案((建築用、工学用、工業用、商業用、地形測量用その他これらに類する用途に供するもので手書き原図に限る))並びに手書き文書並びにこれらをカーボン複写し又は感光紙に写真複写したものの図案を除く）及びコラージュその他これに類する装飾板、書画、銅版画、木版画、石版画その他の版画、彫刻、塑像、鋳像その他これらに類する物品（材料を問わない）、郵便切手、収入印紙、郵便料金納付の印影、初日カバー、切手付き書簡類その他これらに類する物品（使用してあるかないかを問わないものとし、郵便切手、収入印紙その他これらに類する物品((発行国〔額面で流通する国を含む〕で通用するもので使用してないものに限る))、これらを紙に印刷した物品、紙幣、銀行券及び小切手帳並びに株券、債券その他これらに類する有価証券を除く）、収集品及び標本（動物学、植物学、鉱物学、解剖学、史学、考古学、古生物学、民族学又は古銭に関するものに限る）、こつとう（製作後100年を超えたものに限る）」を美術品・収集品・骨董品と定義する（関税分類番号HS第97類）。
税制上では美術品・収集品・骨董品は課税対象の贅沢品と見做している。

## 文化的資材
美術工芸品を国際的には「Cultural Materials」（文化的資材）と呼んでいる。その基準はUNESCOが採択した、「文化財の不法な輸出、輸入及び所有権譲渡の禁止及び防止に関する条約（ユネスコ条約）」と、「教育的、科学的及び文化的資材の輸入に関する協定（フローレンス協定）」に定められている。（フローレンス協定では5項目を定めているが、ここでは「書籍、出版物及び文書」と「教育的、科学的又は文化的な美術品及び収集品」とされるもののみ記載する）
- ユネスコ条約

ユネスコ条約では文化的資材を、「宗教的理由によるかどうかを問わず、各国が考古学上、先史学上、歴史上、文学上、美術上又は科学上重要なものとして特に指定した物件で次の種類に属するもの」とし、
(a) 動物学上、植物学上、鉱物学上及び解剖学上希少価値を有する収集品及び標本並びに古生物学上価値を有する物件、(b) 歴史（科学技術史、軍事史及び社会史を含む。）、各国の指導者、思想家、科学者及び芸術家の生涯並びに各国の重大な事件に関する物件、(c) 考古学上の発掘（正規の発掘及び盗掘を含む。）又は発見によって得られた物件、(d) 美術的若しくは歴史的記念物の部分又は考古学的遺跡の部分、(e) 製作後100 年をこえる古器旧物。たとえば、銘文、貨幣、印鑑等、(f) 民族学的価値を有する物件、(g) 美術的価値を有する物件、(i)肉筆の書画（生地及び材料を問わないものとし、商業用デザイン及び手によって装飾した加工品を除く。）、(ii)彫刻、塑像、鋳像その他これらに類する物件（材料を問わない。）の原作品、(iii)銅版画、木版画、石版画その他の版画の原作品、(iv)美術的に構成し又は合成した物件（材料を問わない。）の原作品、(h) 希少価値を有する手書き文書並びに単独で又は一括して特別な価値（歴史的、美術的、科学的、文学的その他の価値）を有する古版本、書籍、文書及び出版物、(i) 単独の又は一括された郵便切手、収入印紙及びこれらに類する物件、(j) 記録（音声、写真及び映画によるものを含む。）、(k) 製作後100 年をこえる家具及び古い楽器
- フローレンス協定
  - 書籍、出版物及び文書

(i)印刷した書籍、(ii)新聞及び定期刊行物、(iii)印刷以外の複製方法で作成した書籍及び文書、(iv)締約国において発行した当該締約国の立法府及び行政府の公文書、(v)旅行に関するポスター及び出版物（パンフレット、案内書、時間表、リーフレット及びこれらに類する出版物）であってその輸入国の国外における旅行の促進を目的とするもの（民間の商業的企業が発行したものを含むものとし、さし絵があるかどうかを問わない）、(vi)国外における研究の促進を目的とする出版物、(vii)手書き文書及びタイプ文書、(viii)書籍及び出版物の目録で、その輸入国の国外の出版業者又は書籍販売業者が販売するもの、(ix)教育的、科学的又は文化的なフィルム、録音物その他の視聴覚資材の目 録で、国際連合もしくはその専門機関により又はこれらのために発行されたもの、(x)手書きの楽譜、印刷した楽譜又は印刷以外の複製方法で複製した楽譜、(xi)地図、海図又は星図、(xii)建築用、工業用又は工学用の設計図及び図案並びにこれらのものの複製であって、その免税輸入を輸入国の権限のある当局によって承認された科学施設又は教育団体における研究を目的とするもの
ただし、次のものについては適用しない。(a)文房具、(b)民間の商業的企業により又はこれのために広告を主たる目的として発行された書籍、出版物及び文書（（viii）及び（iv）にいう目録並びに（v）にいう旅行に関するポスター及び出版物を除く）、(c)広告欄が紙面の70パーセントをこえる新聞及び定期刊行物、(d)広告欄が紙面の25パーセントをこえるその他のすべての書籍、出版物及び文書（（viii）及び（ix）にいう目録を除く）。この比率は、旅行に関するポスター及び出版物に関しては、民間の商業広告欄についてのみ適用する
- 教育的、科学的又は文化的な美術品及び収集品

(i)肉筆の書画（模写したものを含むものとし、装飾した加工物を除く）、(ii)手で彫り又はエッチングを施した原版から作られた手刷りの版画で、当該芸術家が署名しかつ番号を付したもの、(iii)彫刻、塑像、鋳像その他これらに類する美術品（丸彫り、浮彫り又は沈み彫りのいずれであるかを問わないものとし、大量複製品及び芸術家でない者が製作した商業的性格を有する製品を除く）、(iv)収集品及び美術品であって、その免税輸入を輸入国の権限のある当局によって承認された美術館、博物館その他の公共の団体に送付されるもの（転売を目的としないものに限る）、(v)解剖学、動物学、植物学、鉱物学、古生物学、考古学、民族学その他これらに類する学 術の分野の収集品及び標本で転売を目的としないもの、(vi)製作後100年をこえる骨董

## 問題点
美術工芸品は個人所有物も多く、特に書画や宝飾品類は付加価値もあることから古物として市場に売りに出されたり、盗難され所在不明となっているものもある。また、終戦後のGHQの武装解除方針の一環で刀剣類や火縄銃などの武器・火器を接収し返還されないまま海外流出したものもあり、総合的に文化財返還問題が存在する。
重要美術品等ノ保存ニ関スル法律は1950年の文化財保護法の施行とともに廃止されたが、同年以前に重要美術品に認定されていた物件の認定効力はその後も持続しており、これらの整理と重要文化財への格上げ指定も課題となっている。同法では製作者存命中あるいは製作から50年未満のものは対象としなかったが、今日においては海外で高く評価される現代芸術家の作品を美術工芸品・文化財としてどのような位置づけで捉えるか定まっていない（東京文化財研究所『日本美術年鑑』掲載を一つの指針とはする）。
文化財は「国民共通の宝」であるが、美術工芸品の多くは市井にあり、個人による所有も多い。それらは個人資産であることから所有権が生じ、場合によっては所得隠しやマネーロンダリングに用いられることで隠匿されたり、「目垢がつく」という因習により公開を拒む事例もある。投機目的から価格の高騰を招き博物館・美術館での収集に支障をきたしたり、篤志家の固定資産税や相続税負担もある。個人所有物の場合、その修復も民間の美術商に任せることで、損壊を招く事故も発生している。
さらに贋作・模倣品の横行から鑑定書の捏造まであり、真贋を見極めることが困難でもある。日本の美術品には欧米のような過去の所有者を網羅する来歴証明（provenance）の習慣が普及してないことも真価を見極めにくくしている。併せて偽造品の取引の防止に関する協定の成立が望まれる。
また国内にあっても、日本の歴史や文化と全く無関係なものは、国際的に高い評価がありどれだけ高額であろうとも、文化財保護法での文化財には指定されない（例：ゴッホの「ひまわり」、但し朝鮮半島由来の考古資料や唐物と呼ばれる舶来品での文化財はある）。

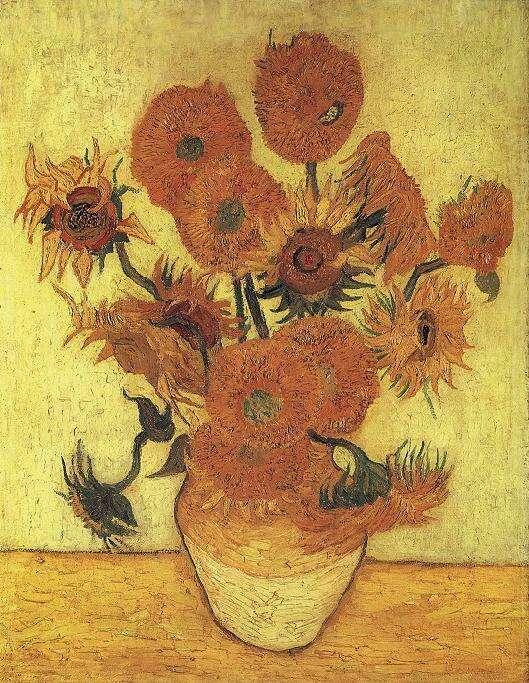
日本にあるゴッホの「ひまわり」（SOMPO美術館）

## 対策と活用法
個人所有の美術工芸品の所在確認と公開を促進させる目的で、美術品の美術館における公開の促進に関する法律と登録美術品制度（重要文化財や国宝など、世界的に優れた美術品を国が登録し、登録した美術品を美術館において公開のほか、相続時の物納が可能となる制度）が制定されている。さらに展覧会における美術品損害の補償に関する法律の成立が後押しとなり、徐々にではあるが個人所有物の貸し出しも増えている。
企業の社会的責任（CSR）が広まったことで、塩漬け状態だった美術品が公開されるようにもなった。
税制面では美術工芸品の税制優遇措置が検討され、平成24年度税制改正への意見には「美術品取引に関する調書」の提出を求める制度創設の要望があるなど、負担軽減や管理監視体制の整備も進められている。
贋作・模造品に関しては、模倣品等取締りのための国際協力に関する調査研究が行われており、、警察や税関も取り締りを強化している。